# Diffietät
In der Mathematik bezeichnet eine Diffietät ein geometrisches Objekt, das von A. M. Vinogradov 1984 eingeführt wurde und in der modernen Theorie der partiellen Differentialgleichungen dieselbe Rolle spielt, wie eine algebraische Varietät in der algebraischen Geometrie.
Etwas ausführlicher wird eine Diffietät folgendermaßen konstruiert: Zunächst definiert man Jet-Räume, in die man Untermannigfaltigkeiten zusammen mit ihren Tangentialräumen bis zur k-ten Ordnung einbetten kann. Die dadurch entstehenden Untermannigfaltigkeiten in den Jet-Räumen können dann lokal durch die Koordinaten {\displaystyle (x^{1},\dotsc ,x^{n},u^{1}(x),\dotsc ,u^{m}(x))} und deren Ableitungen {\displaystyle u_{j}^{i}:=\partial u^{i}(x)/\partial x^{j}} der {\displaystyle u^{i}} bis zur k-ten Ordnung parametrisiert werden. Die so definierten Koordinaten dienen daher natürlicherweise zur Parametrisierung einer partiellen Differentialgleichung k-ter Ordnung, z. B. {\displaystyle F(x^{i},u^{i},u_{j}^{i})=0}.
Die Untermannigfaltigkeit im Jet-Raum, die lokal von diesen Koordinaten beschrieben wird, ist per Konstruktion ein geometrisches Objekt und damit invariant unter Diffeomorphismen (was nicht der Fall für die lokalen „Labels“  {\displaystyle F(x^{i},u^{i},u_{j}^{i})=0} ist, da diese sich durch Koordinatentransformationen ändern können). Da totale Ableitungen der Differentialgleichungen zu Untermannigfaltigkeiten in Jet-Räumen höherer Ordnung führen, die jedoch dieselben Gleichungen repräsentieren, betrachtet man den Limes im Jet-Raum unendlicher Ordnung. Dadurch wird das Konzept einer algebraischen Varietät als Lösungsmenge eines Ideals einer algebraischen Gleichung zur Lösungsmenge eines „differentiellen“ Ideals einer Differentialgleichung verallgemeinert. Der differentielle Limes der Untermannigfaltigkeiten zusammen mit einer sogenannten Cartan-Distribution, die man zur Integration benötigt, bilden eine Diffietät. Diffietäten bilden zusammen mit Diffeomorphismen, die die Distribution erhalten, eine Kategorie, die man auch Kategorie der Differentialgleichungen nennt und ebenfalls von Vinogradov eingeführt wurde. Eine Einführung in das Thema wird beispielsweise in dem Buch Cohomological analysis of partial differential equations and secondary calculus gegeben.
Eine andere Art, Ideen der algebraischen Geometrie zu verallgemeinern, ist differentielle algebraische Geometrie.